# Universitatea Europeană "Drăgan" din Lugoj
Universitatea Europeană "Drăgan" din Lugoj (UED) este o instituție de învățământ superior, persoană juridică de drept privat și de utilitate publică, parte a sistemului național de învățământ din România, cu sediul în Lugoj, județul Timiș.
Creată din inițiativa și prin contribuția lui Iosif Constantin Drăgan, Universitatea a contribuit la regăsirea Lugojului, un vechi și tradițional centru cultural al Banatului.
În 2012 a fost evaluată de Agenția Română de Asigurare a Calității în Învățământul Superior (ARACIS) în cadrul evaluării instituționale externe, primind calificativul încredere.
În cadrul sistemului de educație universitară din România, Universitatea Europeană "Drăgan" este clasificată în a treia categorie, drept "universitate centrată pe educație".

## Istoric
Universitatea Europeană "Drăgan" din Lugoj, ca instituție modernă de învățământ superior, a fost fondată la data de 1 octombrie 1992 și a fost acreditată prin Legea nr. 100 din 21 martie 2003, publicată în Monitorul Oficial nr. 184 din 25 martie 2003.
În anul 2012, ca urmare a evaluării instituționale externe realizată de ARACIS a primit calificativul încredere (al doilea din patru), ceea ce reprezintă un nivel de calitate a programelor de studii satisfăcător și suficient la acel moment pentru menținerea acreditării, dar nu suficient pentru a fi sustenabil pe termen lung.

## Campus
În ziua de 21 aprilie 1993, la baza fundației viitoarei clădiri a Universității Europene "Drăgan" din Lugoj, a fost îngropat un tub de oțel inoxidabil, conținând un mesaj semnat de Iosif Constantin Drăgan, președintele Fundației Europene Drăgan, ctitorul universității, și de Virgil Turcan, primarul de atunci al municipiului Lugoj.
Drăgan a spus cu acest prilej: "Astăzi este o zi istorică, prin punerea primei pietre la fundamentul clădirii cetății noi, universitare, a Lugojului, a cărui veche cetate a căzut la 1241. După 750 de ani, facem o cetate nouă. Ieri a fost cetatea de apărare - fizică - a neamului, azi e cetatea de apărare a spiritului, de contribuție la știința universală."
Clădirea a fost finalizată în anul 1996.
Holul de marmură are o suprafată de 644 mp. Universitatea dispune de patru amfiteatre cu câte 200 de locuri, fiecare având 188 mp, două amfiteatre cu 58 de locuri, fiecare cu câte 64 mp și Aula Magna, o sală de 470 mp și o capacitate de 450 de locuri, dotată cu instalație de traducere simultană, ce poate asigura traducerea în trei limbi. 
Universitatea are 8 săli de seminar cu câte 57 mp și 30 de locuri fiecare, 2 laboratoare de informatică utilate cu tehnică de calcul și un laborator de criminalistică. Demisolul adăpostește biblioteca cu o suprafață de 499 mp, ce cuprinde: depozitul de carte, o sală de lectură cu 124 de locuri, sala de elaborare proiecte studențești și Centrul de Presă al studenților. 
La 26 martie 1997 efigia lui Iosif Constantin Drăgan, ctitorul universității, a fost montată la intrarea în hol. Este vorba de un mozaic de mari dimensiuni (2,85 m înălțime X 1,87 m lățime), realizat de italianul Vittorio Venturelli din Pietrasanta. Lucrarea a fost realizată, după model, din mozaic de Murano.

## Facultăți
Facultatea de Științe Economice, cu două programe de studii acreditate:
- Finanțe și bănci (Licență)
- Management financiar (Masterat)

Facultatea de Drept, cu două programe de studii acreditate:
- Drept (Licență)
- Managementul investigației penale (Masterat)

## Rectori
- 2017 -- prezent: Conf. univ. dr. Dumitru Cornean
- 2012 – 2017: Prof. univ. dr. Persida Cechin-Crista
- 2002 – 2012: Prof. univ. dr. Nicu Trandafir
- 1992 – 2002: Prof. univ. dr. Emil Poenaru

## Cercetare științifică
Universitatea Europeană "Drăgan" din Lugoj este o instituție centrată pe educație, cercetarea ocupând un loc secundar.

## Afiliere și relații internaționale
Universitatea Europeană "Drăgan" din Lugoj face parte din Asociația Universităților Europene (EUA).